# Takke

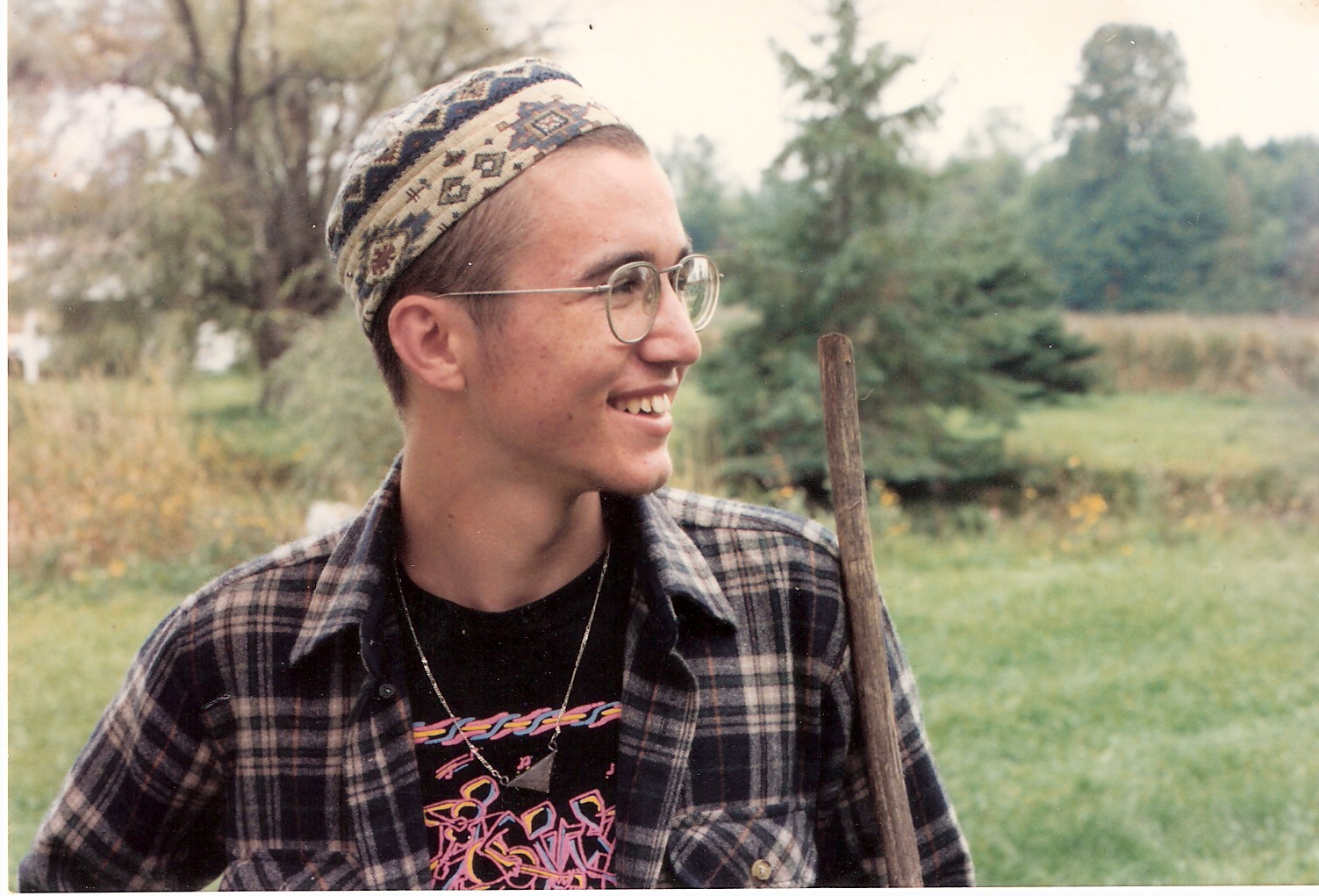
Junger Muslim mit Takke

Eine Takke ist eine Kopfbedeckung für muslimische Männer, die diese beim Gebet aufsetzen. Der Brauch geht auf die Sunna des Propheten Mohammed zurück.
Die Takke wird im Deutschen oft auch Gebetskappe oder Gebetsmütze genannt.